# Henri Lepage (tirador d'esgrima)
Henri Lepage   (Épinal, 30 d'abril de 1908 - Épinal, 26 d'octubre de 1996) va ser un tirador d'esgrima francès, especialista en espasa, que va competir durant les dècades de 1940 i 1950.
El 1948 va prendre part en els Jocs Olímpics d'Estiu de Londres, on guanyà la medalla d'or en la prova d'espasa per equips del programa d'esgrima. En la prova individual fou sisè.
En el seu palmarès també destaca una medalla d'or al Campionat del món d'esgrima de 1947.